# Bruce Mouat
Bruce Mouat (Edimburgo, 27 agosto 1994) è un giocatore di curling britannico con cittadinanza scozzese, vicecampione olimpico a Pechino 2022 nel torneo maschile.

## Biografia
E' apertamente omosessuale. Nel 2021 ha ottenuto una Nomination al Proud Scotland Award, premio che riconosce l'eccellenza in qualsiasi sport o una leadership eccezionale nell'incoraggiamento dell'inclusione sportiva per la comunità LGBTQ+.
Si è laureato presso l'Università Napier di Edimburgo in Entrepreneurship with Event Management  con un tesi dal titolo Come possiamo ottenere una maggiore partecipazione e fidelizzazione nel curling attraverso gli eventi?.

### Carriera
La sua squadra di club è il Gogar Park Curling Club. E' allenato da Alan Hannah.
Alle Universiadi di Almaty 2017 ha vinto l'argento nel torneo maschile. Si è laureato campione continentale agli europei di Tallinn 2018.
Ai mondiali di Calgary 2021 ha vinto la medaglia d'argento nel torneo maschile per la Scozia e l'oro agli Lillehammer 2021. Lo stesso anno ha vinto l'oro ai mondiali di doppio misto di Aberdeen 2021 con Jenn Dodds.
Ha rappresentato la Gran Bretagna ai Giochi olimpici invernali di Pechino 2022 dove si è classificato al quarto posto nel doppio misto con Jenn Dodds, dopo la sconfitta per 8-3 nella finale per il terzo posto rimediata contro la coppia della Svezia formata da Almida de Val e Oskar Eriksson. Ha raggiunto la finale del torneo maschile, vincendo la medaglia d'argento, insieme ai compagni di squadra Bobby Lammie, Grant Hardie, Hammy McMillan Jr. e Ross Whyte.

## Palmarès

### Per la Gran Bretagna
- Giochi olimpici

Pechino 2022: argento nel torneo maschile;
- Universiadi

Almaty 2017: argento nel torneo maschile;

### Per la Scozia
- Mondiali

Las Vegas 2018: bronzo nel torneo maschile;
Calgary 2021: argento nel torneo maschile;
Ottawa 2023: oro nel torneo maschile;
Moose Jaw 2025: oro nel torneo maschile;
- Mondiali doppio misto

Aberdeen 2021: oro nel doppio misto;
Fredericton 2025: argento nel doppio misto;
- Europei

Tallinn 2018: oro nel torneo maschile;
Lillehammer 2021: oro nel torneo maschile;
Östersund 2022: oro nel torneo maschile;
Aberdeen 2023: oro nel torneo maschile;
Lohja 2024: argento nel torneo maschile;
- Mondiali junior

Tallin 2015: bronzo nel torneo maschile;
Copenaghen 2016: oro nel torneo maschile;